# El Descendimiento de la Cruz (Federico Barocci, Perugia)
El Descendimiento de la Cruz es un cuadro del artista italiano Federico Barocci, pintado al óleo sobre lienzo hacia 1567-1569. Mide 412 x 232 cm y se conserva en la catedral de Perugia.

## Historia de la obra

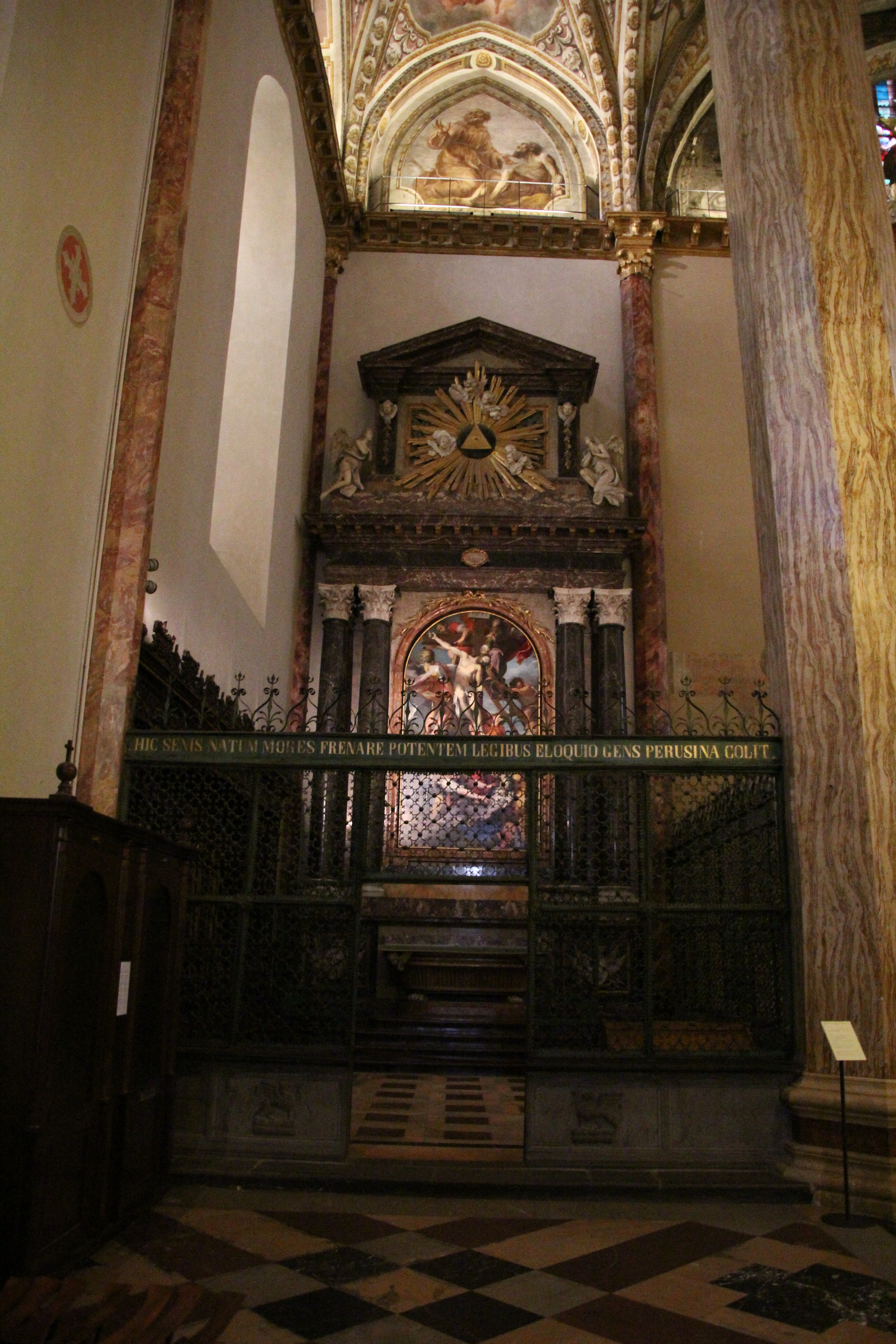
Perugia, catedral de San Lorenzo.

La obra fue encargada al joven Federico Barocci por el Collegio della Mercanzia de Perugia para ser colocada en la capilla de San Bernardino, propiedad del mismo colegio. Fue el capitán Raniero Consoli quien condujo a Federico Barocci desde Urbino (donde residía) a Perugia, a donde fue enviado el 22 de noviembre de 1567. La pintura fue finalmente entregada el 24 de diciembre de 1569.
Queda pendiente la cuestión de dónde realizó Barocci la obra: si residió realmente en Perugia o si preparó el lienzo en Urbino y luego lo envió a la capital de Umbría. Consta documentalmente que el pago a Barocci se realizó en parte en moneda y en parte en alimentos.

## Descripción
El retablo puede considerarse una obra de alto compromiso: el artista busca una comparación con obras similares (como la de Daniele da Volterra en la iglesia de la Trinità dei Monti en Roma) y se conecta a una tradición que se remonta a Rafael. Un tema de la pintura es la representación de la Virgen María desmayada al pie de la cruz y socorrida por el grupo de las otras Marías. Taddeo Zuccari realizó su propia versión entre 1553 y 1556 para la iglesia de Santa María de la Consolación en Roma. El grupo de las Marías, al arrojarse sobre el cuerpo de la Virgen, se remonta a representaciones del siglo XV y a lienzos de Tiziano.
En la obra se aprecia la evolución creativa del pintor que apuesta por una novedad de tipo cromático-estructural, mediante una construcción obtenida a través de fondos abstractos de color-luz, que hace palpitar las formas. De hecho, hay una desintegración de la forma orgánica y renacentista en beneficio de la emocional y dinámica que se encuentra en la composición.
Se ha sugerido que Barocci conocía las teorías de Leonardo da Vinci sobre el color expresadas en su Tratado de pintura.